# غواصة يو-18 (ألمانيا)
غواصة يو-18 كانت واحدة من 329 غواصة تخدم في البحرية الإمبراطورية الألمانية اثناء الحرب العالمية الأولى. شاركت الغواصة في الحرب البحرية في الحرب العالمية الأولى ومعركة الأطلسي الأولى. أغرقتالغواصة أول سفينة تجارية بريطانية في الحرب العالمية الأولى، كما أغرقت تسع سفن أخرى وألقت القبض على سفينة واحدة نجت من الحرب دون وقوع إصابات.